# Służejówek
Służejówek – przysiółek wsi Służejów w Polsce, położony w województwie dolnośląskim, w powiecie ząbkowickim, w gminie Ziębice.
W latach 1975–1998 przysiółek administracyjnie należał do województwa wałbrzyskiego.